# Xã Box, Quận Cedar, Missouri
Xã Box (tiếng Anh: Box Township) là một xã thuộc quận Cedar, tiểu bang Missouri, Hoa Kỳ. Năm 2010, dân số của xã này là 5.814 người.